# Western United FC (Australia)
El Western United FC es un equipo de fútbol profesional de Australia con sede de Tarneit. Fue fundado en 2017 y juega en la A-League.

## Historia
En agosto de 2018, el Western Melbourne Group formó parte de los ocho equipos que la FFA había aceptado en la fase de licitación oficial, como parte del nuevo proceso de expansión. Cuatro meses después, se anunció el éxito de la oferta, junto con la oferta de Macarthur FC. Western Melbourne jugará sus juegos en casa en el Parque Kardinia en Geelong durante sus dos primeras temporadas, mientras construye su estadio y centro de entrenamiento en Tarneit, y se espera que se complete en 2021. 
Su uniforme fue revelado el 13 de febrero de 2019, usando los colores negro y verde.
En la temporada 2021-22 se coronó campeón de la A-League por primera vez en su historia, luego de derrotar al Melbourne City con un resultado de 2:0.

## Palmarés
- A-League: 1

2022